# Bolken
Bolken (gsw. Bouke) – miejscowość i gmina (niem. Politische Gemeinde) w Szwajcarii, w kantonie Solura, w jednostce administracyjnej (Amtei) Bucheggberg-Wasseramt, w okręgu Wasseramt. Leży nad jeziorem Inkwilersee.

## Demografia
W Bolken mieszka 587 osób. W 2021 roku 5,8% populacji gminy stanowiły osoby urodzone poza Szwajcarią. 